# Trolejbusová doprava ve Valbřichu
V jihopolském městě Valbřich byla v letech 1944 až 1973 v provozu síť trolejbusové dopravy.
Koncepce trolejbusové dopravy ve Valbřichu byla zpracována již ve 30. letech 20. století, realizace se ale dočkala až během druhé světové války. Stavba první tratě začala na přelomu let 1942 a 1943, druhá trať byla rozestavěna během roku 1943. Z důvodu válečných událostí ale byla první linka zprovozněna až 27. října 1944. Na této lince, která byla dlouhá 4,8 km, jezdily kořistní trolejbusy z Itálie a Francie v intervalu 5 – 10 min. Zpočátku se také uvažovalo o zlikvidování tramvajové tratě, která z části vedla ve stejné trase jako jezdily první trolejbusy. V roce 1945 ale městská hromadná doprava (kvůli přechodu fronty) přestala fungovat.
Po ukončení války se začalo s obnovou trolejbusové i tramvajové dopravy ve Valbřichu. Vozový park trolejbusů tehdy sestával z 20 vozidel, z nichž sedm bylo válkou zničeno. V roce 1950 byla zprovozněna nová trolejbusová vozovna s kapacitou 100 vozů. Během konce 40. let a první poloviny 50. let bylo postaveno několik dalších tratí, vozový park se ale rozrůstal pomalu (roku 1957 pouze 19 trolejbusů). Roku 1955 byl zpracován projekt na nahrazení některých tramvajových tratí trolejbusovými linkami. Tento plán začal být realizován o čtyři roky později, během pěti let bylo postaveno několik trolejbusových tratí. Vozový park byl od roku 1959 rozšiřován trolejbusy československé výroby Škoda 8Tr, které v dodávkách později nahradily vozy Škoda 9Tr, z nichž poslední se ve Valbřichu objevily roku 1969. V roce 1966 bylo v provozu celkem 11 linek na tratích o délce 26 km, jezdilo na nich celkem 65 vozů.
Po začátku dodávek autobusů Jelcz 272 ve druhé polovině 60. let se však místní dopravní podnik začal od trolejbusů odvracet. Roku 1968 bylo rozhodnuto o zrušení trolejbusové dopravy ve Valbřichu. Ještě toho roku byla zrušena první trať. Likvidace pokračovala na začátku 70. let, takže v roce 1972 byly v provozu pouze 3 trolejbusové linky, které byly nově označeny písmeny A, B a C. Již v květnu 1973 byly zastaven provoz na „áčku“ a „béčku“. Linka C o moc déle nepřežila. Její provoz byl ukončen 29. června 1973.
Trolejbusy i vybavení mělo být předáno do Zakopaného, kde měli v plánu zahájit provoz trolejbusové dopravy. K tomu však nikdy nedošlo, takže některé valbřišské vozy byly prodány do Gdyně, zbytek byl ve Valbřichu sešrotován.